# ایوای
شهر ایوای (به فرانسوی: Aywaille) در شهرستان لیئژ در استان لیئژ در منطقه فدرال والوون در کشور بلژیک واقع شده‌است.